# Mieczysław
Mieczysław [mʲɛtʂɨˈswaf] ist ein männlicher polnischer Vorname.

## Herkunft und Bedeutung
Mieczysław ist ein Vorname slawischer Herkunft und besteht aus den Bestandteilen miecz für Schwert und sław für Ruhm.
Diminutive des Vornamens sind Mieszko und Mietek. Seine weibliche Form ist Mieczysława. Die litauische Form des Namens ist Mečislovas.

## Bekannte Namensträger
- Mieczysław Augustyn (* 1955), polnischer Politiker
- Mieczysław Baszko (* 1961), polnischer Politiker und Pädagoge
- Mieczysław Batsch (1900–1977), polnischer Fußballspieler
- Mieczysław Broński (1882–1938), polnischer Sozialdemokrat und Autor sowie sowjetischer Diplomat
- Mieczysław Burda (1916–1990), polnischer Eishockeyspieler und -trainer
- Mieczysław Centnerszwer (1874–1944), polnischer Chemiker
- Mieczysław Cieniuch (* 1951), polnischer Offizier und Botschafter
- Mieczysław Cieślar (1950–2010), polnischer lutherischer Theologe und Bischof der Evangelisch-Augsburgischen Kirche in Polen
- Mieczysław Cisło (* 1945), polnischer römisch-katholischer Bischof
- Mieczysław Drobner (1912–1986), polnischer Komponist, Dirigent, Musikwissenschaftler und -pädagoge
- Mieczysław Fogg (1901–1990), polnischer Chansonsänger
- Mieczysław Gocuł (* 1963), polnischer General
- Mieczysław Golba (* 1966), polnischer Politiker
- Mieczysław Groszek (* 1951), polnischer Bankmanager
- Mieczysław Grydzewski (1894–1970), polnischer Journalist, Zeitungsverleger, Kolumnist und Literaturkritiker
- Mieczysław Apolinary Horbowski (1849–1937), polnischer Bariton und Gesangspädagoge
- Mieczysław Horszowski (1892–1993), polnischer Pianist
- Mieczysław Jagielski (1924–1997), polnischer Politiker
- Mieczysław Jastrun (1903–1983), polnischer Schriftsteller und Essayist und Übersetzer
- Mieczysław Jaworski (1930–2001), polnischer römisch-katholischer Bischof
- Mieczysław Kapiak (1911–1975), polnischer Radrennfahrer
- Mieczysław Karłowicz (1876–1909), polnischer Komponist
- Mieczysław Kasprzycki (1910–2001), polnischer Eishockeyspieler und -trainer
- Mieczysław Kosz (1944–1973), polnischer Jazzpianist
- Mieczysław Kuźma (1907–1983), polnischer Architekt
- Mieczysław von Kwilecki (1833–1918), polnischer Großgrundbesitzer und Politiker in Preußen sowie dem Deutschen Kaiserreich
- Mieczysław Halka Ledóchowski (1822–1902), polnischer Kurienkardinal
- Mieczysław Lesz (1911–1998), polnischer Politiker
- Mieczysław Litwiński (* 1955), polnischer Komponist, Multiinstrumentalist, Sänger und Musikpädagoge
- Mieczysław Łomowski (1914–1969), polnischer Kugelstoßer und Diskuswerfer
- Mieczysław Mąkosza (* 1934), belarussischer Chemiker
- Mieczysław Maneli (1922–1994), polnischer Diplomat und Hochschullehrer
- Mieczysław Michałowicz (1872–nach 1935), polnischer Geiger und Musikpädagoge
- Mieczyslaw Minkowski (1884–1972), in der Schweiz wirkender polnisch-schweizerischer Neurologe
- Mieczysław Młynarski (1956–2025), polnischer Basketballspieler und -trainer
- Mieczysław Moczar (1913–1986), polnischer Politiker
- Mieczysław Mokrzycki (* 1961), polnischer römisch-katholischer Erzbischof
- Mieczysław Nowak (1936–2006), polnischer Gewichtheber
- Mieczysław Nowicki (* 1951), polnischer Radsportler
- Mieczysław Palus (1921–1986), polnischer Eishockeyspieler und -trainer
- Mieczysław Pawełkiewicz (1938–2007), polnischer Rennrodler
- Mieczysław Pemper (1920–2011), deutsch-polnischer KZ-Häftling
- Mieczysław Porębski (1921–2012), polnischer Kunsthistoriker
- Mieczysław Rakowski (1926–2008), polnischer Politiker
- Mieczysław Zygfryd Słowikowski (1896–1989), polnischer Offizier
- Mieczysław Sołtys (1863–1929), polnischer Komponist
- Mieczysław Surzyński (1866–1924), polnischer Organist und Komponist
- Mieczysław Świerz (1891–1929), polnischer Bergsteiger
- Mieczysław Szaleski (1891–1958), polnischer Bratschist und Musikpädagoge
- Mieczysław Szcześniak (* 1964), polnischer Musiker („Miecz“)
- Mieczysław Szczuka (1898–1927), polnischer Maler und Grafiker
- Mieczysław Tomala (1921–2014), polnischer Wirtschaftswissenschaftler, Germanist, Diplomat und Übersetzer
- Mieczysław Wallis (1895–1975), polnischer Philosoph und Kunsthistoriker
- Mieczysław Weinberg (1919–1996), sowjetischer Komponist polnischer Herkunft
- Mieczysław Wilczek (1932–2014), polnischer Unternehmer, Chemiker, Jurist und Politiker
- Mieczysław Wilczewski (1932–1993), polnischer Radrennfahrer
- Mieczysław Wnuk (1917–2010), polnischer nordischer Skisportler
- Mieczysław Wojczak (* 1951), polnischer Handballspieler und -trainer